# Аугуст Нилсон
Аугуст Нилсон (швед. August Nilsson; Стокхолм 15. октобар 1872 — Стокхолм 23. мај 1921) бивши шведски атлетичар, учесник Летњих олимпијских игара 1900. одржаним у Паризу.
Нилсон је на Олимпијске игре 1900. дошао као атлетичар који се такмичио у скок мотком (2,65) 8. место и бацању кугле (10,86) 9. место.
Међутим највећи успех је постигао са екипом формираном на Играма, када је са још двојицом Швеђана (Густаф Седерстрем и (Карл Штаф) и тројицом Данаца (Едгар Абје, Еуген Шмит и Чарлс Винклер) учествовао у такмичењу надвлачења конопца. Њихова мешовита екипа победила је Француску са 2:0 и тако освојила златну медаљу. Медаља коју је освојио, МОК није приписао Шведској, већ Мешовитом тиму.
Аугуст Нилсон умро је у Стокхолму у 49. години.

## Лични рекорди
- Скок мотком — 2,65 (1900)
- Бацање кугле — 11,10 (1902)